# Швабски имперски окръг
Швабският имперски окръг (на немски: Sächsischer Reichskreis) е от първите шест имперските окръзи на Свещената Римска империя, образувани през 1500 г.
Образуван е през 1500 г. от немския крал и по-късен император Максимилиан I. Съществува до края на Свещената Римска империя през 1806 г.